# 艾爾弗·斯隆基金會
艾爾弗·斯隆基金會（英語：Alfred P. Sloan Foundation）是一個慈善非牟利組織。這個基金會致力於資助各種科學、科技、提高生活水平及經濟表現的研究和開發，以及在科學和科技領域，提供教育和就業的機會。基金會的資產總值約180億美元。

## 历史
艾爾弗·斯隆基金會於1934年由當時通用汽車總裁兼董事長艾尔弗雷德·斯隆於美國創立。2000年開始的史隆數位巡天便是得到此基金贊助。
艾爾弗·斯隆基金會於2000年發起了一項全國性的計劃以阻止生物恐怖主義，並為此提供40次資助，總額超過1700萬美元。基金會最近贊助的項目有：网络生命大百科、史隆數位巡天和海洋生物普查，其中包括海洋生物地理信息系统(OBIS) 。
2008年3月底，维基媒体基金会宣布，艾爾弗·斯隆基金會向维基媒体基金会捐赠了300万美元，是自维基媒体成立以来收到的最大额捐款。

## 外部連結
- Alfred P. Sloan Foundation （页面存档备份，存于）
- Sloan Work and Family Research Network[永久]